# Freshmen (revista)
Freshmen fue una revista pornográfica estadounidense publicada mensualmente por Specialty Publications, una división de LPI Media de 1982 a 2009. La revista estaba dirigida a hombres homosexuales y presentaba fotos de hombres desnudos de entre 18 y 25 años de edad. La revista era de contenido ligero y se distribuía a los principales medios de comunicación y a las secciones de contenido ligero de las tiendas para adultos.
Estaba disponible en todos los puntos de venta influenciados por Ruben Sturmen, probablemente debido a la conexión de Flynt Distributing.  Fue distribuido por Flynt Distributing, del imperio Larry Flynt. La revista fue un intento de hacer una versión gay de la revista Hustler.
Sus primeras ediciones incluían fotografías en color con valores de producción muy altos, similares en estilo a Hustler. También presentaba regularmente modelos masculinos con erecciones y anos expuestos, lo que diferenciaba a esta revista de sus competidores cuando apareció por primera vez. Se publicó en un formato de 10 números por año, para adaptarse al modelo de calendario de Flynt Distributing, que puso la publicación del mes actual en los stands con una fecha del mes siguiente.  Después de 2000, la atención se centró en los modelos porno masculinos de primera línea de Bel Ami, Falcon Entertainment y otras compañías de producción de videos para adultos. Otros elementos, como calendarios, también se publicaron bajo el mismo título.
La revista contenía fotografías de hombres desnudos, ficción erótica, reseñas de videos y otros artículos para adultos homosexuales.  La revista se especializaba en hombres jóvenes (o twinks), de entre 18 y 25 años, pero también aparecían algunos de hasta 30. Specialty Publications también publicó la revista Men, que tenía el mismo formato pero mostraba a hombres de entre 25 y 40 años.
A finales de 2009, Freshmen dejó de publicarse.  Al principio, sus suscripciones activas se transfirieron a la revista Unzipped, la cual también cesó su publicación poco después.

## Freshman del Año
La revista realizaba un concurso anual en el que los suscriptores podían votar por su "Freshman" favorito del año.  Muchas estrellas porno incipientes aparecieron aquí, y algunas, como Roman Heart (2006), Sebastian Bonnet (2004), Marcus Allen (2003) y Billy Brandt (2002) han alcanzado un gran éxito.
1994 – Lucas Ridgeston
1995 – Deny Kolos
2000 – Jeremy Tucker
2001 – Dick McKay
2002 – Billy Brandt
2003 – Marcus Allen
2004 – Sebastian Bonnet
2005 – Josh Elliot
2006 – Roman Heart
2007 – Zack Randall
2008 – Mario Cazzo
2009 – Zach Randall